# Microstylum catastygnum
Microstylum catastygnum là một loài ruồi trong họ Asilidae. Microstylum catastygnum được Papavero miêu tả năm 1971. Loài này phân bố ở vùng Tân nhiệt đới.